# Live and Die for Hip Hop
A Live and Die for Hip Hop című dal az amerikai Kris Kross duó Young, Rich & Dangerous című harmadik album 2. és egyben utolsó kislemeze.

## Története
A dal Regina Belle Baby Come to Mr. című dalának hangmintája alapján készült, melyben olyan előadók közreműködtek, mint Jermaine Dupri, aki egyben az egyik szövegíró is, valamint Mr.Black, és az énekesnő Aaliyah is. A dal a Billboard Hot 100-as lista 12. és a Hot Rap kislemezlista 11. helyéig jutott. A remixeket Dj Clark Kent készítette.

## Tracklista
A-oldal
1. "Tonite's tha Night" (LP version)- 3:19
2. "Tonite's tha Night" feat. Redman (remix)- 3:22
3. "Da Streets Ain't Right" feat. Da Brat (LP Version)- 3:00

B-oldal
1. "Tonite's tha Night" (remix instrumental)- 3:18
2. "Tonite's tha Night" (clean LP version)- 3:19
3. "Da Streets Ain't Right" (instrumental)- 3:00

## Slágerlista
| Slágerlista (1996)                           | Legmagasabb helyezések |
| -------------------------------------------- | ---------------------- |
| Billboard Hot 100                            | 12                     |
| Billboard Hot R&B/Hip-Hop Singles & Tracks   | 6                      |
| Billboard Hot Rap Singles                    | 1                      |
| Billboard Rhythmic Top 40                    | 17                     |
| Billboard Hot Dance Music/Maxi-Singles Sales | 9                      |

### Év végi helyezések
| Év végi slágerlista (1996) | Helyezések |
| -------------------------- | ---------- |
| U.S. Billboard Hot 100     | 64         |